# 2534 Houzeau
A 2534 Houzeau (ideiglenes jelöléssel 1931 VD) a Naprendszer kisbolygóövében található aszteroida. Eugene Joseph Delporte fedezte fel 1931. november 2-án.